# Henry Deane
Henry Deane (ca. 1440 – Londra, 15 febbraio 1503) è stato un arcivescovo inglese.

## Biografia
Henry Deane nacque intorno al 1440 e probabilmente studiò all'Exeter College dell'Università di Oxford. Nel 1494 fu nominato Lord Cancelliere d'Irlanda da Edward Poynings, a cui seguì come Lord deputato d'Irlanda in itinere tra il gennaio e l'agosto 1496.
Il 13 aprile 1494 fu nominato vescovo di Bangor (confermato poi dai Alessandro VI nel luglio 1495) e in questa veste contribuì a ripristinare il tesoro della diocesi dopo la ribellione di Owain Glyndŵr. Il 7 dicembre 1499 Enrico VII lo nominò vescovo di Salisbury, poi confermato dal Papa l'8 gennaio 1500; in queste veste era anche il cancelliere dell'Ordine della Giarrettiera. Il 13 ottobre 1500, dopo la morte di John Morton, fu nominato custode del sigillo del regno, mantenendo la carica fino al 27 luglio 1502. 
Il 26 aprile 1501 fu nominato arcivescovo di Canterbury, diventando il primo monaco a governare sulla sede di Canterbury in oltre centotrentacinque anni. In questa veste contribuì ai negoziati per la stipulazione di una pace perpetua tra Inghilterra e Scozia e per il matrimonio tra Giacomo IV e Margaret Tudor. Il 14 novembre 1501 celebrò le nozze tra Arturo, Principe di Galles e Caterina d'Aragona.

## Genealogia episcopale
La genealogia episcopale è:
- Cardinale Vital du Four
- Arcivescovo John de Stratford
- Vescovo William Edington
- Arcivescovo Simon Sudbury
- Vescovo Thomas Brantingham
- Vescovo Robert Braybrooke
- Arcivescovo Roger Walden
- Cardinale Henry Beaufort
- Cardinale Thomas Bourchier
- Cardinale John Morton
- Arcivescovo Henry Deane